# Roseller Lim (Zamboanga Sibugay)
Roseller Lim is een gemeente in de Filipijnse provincie Zamboanga Sibugay op het eiland Mindanao. Bij de laatste census in 2007 had de gemeente bijna 35 duizend inwoners.

## Geografie

### Bestuurlijke indeling
Roseller Lim is onderverdeeld in de volgende 26 barangays:
| - Ali Alsree - Balansag - Calula - Casacon - Don Perfecto - Gango - Katipunan - Kulambugan - Mabini - Magsaysay - Malubal - New Antique - New Sagay | - Palmera - Pres. Roxas - Remedios - San Antonio - San Fernandino - San Jose - Santo Rosario - Siawang - Silingan - Surabay - Taruc - Tilasan - Tupilac |

## Demografie
Roseller Lim had bij de census van 2007 een inwoneraantal van 34.952 mensen. Dit zijn 800 mensen (2,3%) meer dan bij de vorige census van 2000. De gemiddelde jaarlijkse groei komt daarmee uit op 0,32%, hetgeen lager is dan het landelijk jaarlijks gemiddelde over deze periode (2,04%). Vergeleken met de census van 1995 is het aantal mensen met 3.661 (11,7%) toegenomen.

De bevolkingsdichtheid van Roseller Lim was ten tijde van de laatste census, met 34.952 inwoners op 300 km², 116,5 mensen per km².

## Geboren in Roseller Lim
- Vitaliano Agan (27 januari 1935), afgevaardigde (overleden 2009).